# Präfektur Avé
Die Präfektur Avé ist eine Präfektur in Togo mit 111.214 Einwohnern (Stand: 2022). Sie liegt in der Region Maritime und grenzt im Norden an die Präfektur Agou der Region Plateaux, im Osten an die Präfektur Zio, im Südosten an die Präfektur Agoè-Nyivé und die Präfektur Golfe der Region Maritime sowie im Westen an Ghana. Verwaltungssitz ist Kévé.
Avé war zunächst eine Unterpräfektur, die im Jahr 1991 zur Präfektur erhoben wurde. Sie ist in zwei Kommunen mit insgesamt acht Kantonen unterteilt:
- Avé 1 mit den Kantonen Ando, Assahoun, Dzolo, Kévé und Tovégan.
- Avé 2 mit den Kantonen Aképé, Badja und Noépé.